# Typical Male
Typical Male is een nummer van Tina Turner uit 1986. Het nummer staat op Turners zesde soloalbum, Break Every Rule. Het nummer werd geschreven door Terry Britten en Graham Lyle, ook verantwoordelijk voor What's Love Got to Do with It. De drums worden bespeeld door Phil Collins.